# Soulier d'or belge 1961
Le Soulier d'or 1961 est un trophée individuel, récompensant le meilleur joueur du championnat de Belgique sur l'ensemble de l'année 1961. Ceci comprend donc à deux demi-saisons, la fin de la saison 1960-1961, de janvier à juin, et le début de la saison 1961-1962, de juillet à décembre.

## Lauréat
Il s'agit de la huitième édition du trophée, remporté par l'attaquant du RSC Anderlecht Paul Van Himst. Il est le premier joueur à remporter le Soulier d'Or à deux reprises, et par la même occasion le premier à le faire deux années de suite. Il obtient cette récompense par la confirmation de ses bonnes prestations de l'année passée, et ses débuts réussis en équipe nationale. Mais contrairement au vote précédent, la concurrence est plus rude, et il ne devance finalement le standardman Denis Houf que de deux points. C'est toujours aujourd'hui le plus petit écart entre le vainqueur et son dauphin.

## Top 5
| Place | Joueur         | Nationalité | Club(s)           | Points |
| ----- | -------------- | ----------- | ----------------- | ------ |
| 1.    | Paul Van Himst |             | RSC Anderlecht    | 102    |
| 2.    | Denis Houf     |             | Standard de Liège | 100    |
| 3.    | Pierre Hanon   |             | RSC Anderlecht    | 94     |
| 4.    | Yves Baré      |             | RFC Liège         | 58     |
| 5.    | Roger Claessen |             | Standard de Liège | 47     |